# 富蘭克林 (維吉尼亞州)
富蘭克林（英語：Franklin）是美国弗吉尼亚州東南部的一個獨立城市。面積21.8平方公里。根據美國2000年人口普查，共有人口8,346人。
富蘭克林成立於1961年12月21日。城名可能以本傑明·富蘭克林或當地早期一位姓富蘭克林的店東命名。